# 마드라족
마드라족(Madra)은 인도의 철기 시대(기원전 1100년~500년경)부터 존재가 증명된 북서부 고대 인도의 인도아리아인 부족이었다. 마드라 부족의 구성원은 마드라카라고 불렸다.

## 위치
마드라족은 우타라-마드라("북부 마드라"), 닥시나-마드라("남부 마드라"), 그리고 본래의 마드라로 나뉘었다.
- 우타라마드라카족은 히말라야산맥 북쪽, 우타라 쿠루족 근처, 아마도 카슈미르 계곡에 살았다.
- 본래의 마드라족은 중부 펀자브의 라크나 도압에 살았으며, 라비강 서쪽에 위치했다. 이 마드라족은 왕국을 이루고 사갈라 또는 샤칼라에 수도를 두었다.
- 닥시나마드라카족은 샤칼라 동쪽, 아마도 비아스강 서쪽의 암리차르와 라호르 근처에 살았다.

## 역사
마드라카족은 이웃한 케카야족 및 우시나라족과 마찬가지로 라그베다 시대의 아누족에서 유래했으며, 이들은 마드라족이 나중에 위치하게 된 같은 지역인 중부 펀자브 지역의 파루스니강 근처에 살았다.

### 본래의 마드라
브라마나 시대의 여러 베다 학자들은 본래의 마드라 출신으로, 비데하 왕 자나카의 궁정 일원이었던 샤칼랴를 비롯해 마드라가라 샤웅가야니, 그리고 웃달라카 아루니의 스승인 파탄찰라 카퍄가 있었다.
기원전 6세기 동안 마드라족은 케카야족, 우시나라족, 그리고 시비족과 함께 철기 시대 북서부 인도의 주요 제국 세력이었던 간다라 왕국의 종주권을 받게 되었다.
기원전 5세기 동안 마드라카 왕의 딸인 케마는 마가다 왕 빔비사라와 결혼했으며, 빔비사라 자신은 마드라카족의 종주인 간다라 국왕 푸슈카라사린과 외교 관계를 맺었다.

## 라마야나와 마하바라타
마드라카족은 서사 힌두 문학, 특히 라마야나와 마하바라타에 등장한다. 후자에서는 쿠루 왕 판두의 아내가 마드라카 공주인 마드리였는데, 그녀가 온 왕국의 이름을 따서 지어졌다.
마하바라타에 언급된 또 다른 유명한 마드라 공주는 사비트리로, 그녀의 아버지는 마드라의 왕인 아슈바파티이다.

## 더 읽어보기
- Raychaudhuri, Hemchandra (1953). 《Political History of Ancient India: From the Accession of Parikshit to the Extinction of Gupta Dynasty》. 캘커타 대학교.